# Hakim Adi
Hakim Adi (* 12. Juni 1957) ist Professor für die Geschichte Afrikas und der Afrikanischen Diaspora an der Universität von Chichester in England.

## Leben
Adi promovierte an der School of Oriental and African Studies der London University und lehrt heute an der University of Chichester in West Sussex. Er ist Gründungsmitglied der Black and Asian Studies Association, deren Vorsitzender er einige Jahre lang war. Er hat eine Reihe von Büchern zu seinen Themen sowie Dutzende von Artikeln in Fachzeitschriften veröffentlicht.
2005 war Adi einer der Wissenschaftler in dem Dokumentarfilm 500 Years Later. Er wurde mehrfach in Fernseh- und Radiosendungen interviewt. Des Weiteren schrieb er drei Geschichtsbücher für Kinder.

## Veröffentlichungen
- African Migrations. Thomson Learning, New York City 1994, ISBN 1-568472382.
- West Africans in Britain 1900 – 1960: Nationalism, Pan-Africanism and Communism. Lawrence and Wishart, London 1998, ISBN 0-853158487.
- Nelson Mandela: Father of Freedom. Raintree Steck-Vaughn, Austin, Texas, USA 2001, ISBN 0-817257160.
- mit Marika Sherwood: Pan-African History: Political Figures from Africa and the Diaspora since 1787, Routledge, London/New York 2003, ISBN 0-203417801.
- als Mitherausgeber mit C. Bressey: Belonging in Europe – The African Diaspora and Work, Routledge, London 2010.
- Pan-Africanism and Communism. The Communist International, Africa and the Diaspora, 1919–1939, Africa World Press, Trenton, New Jersey, USA 2013.[1]

### Artikel
- George Padmore and the 1945 Manchester Pan-African Congress, herausgegeben von: Fitzroy Baptiste und Rupert Lewis: George Padmore: Pan-African Revolutionary. Ian Randle, Kingston, Jamaica 2009, pp 66–97.